# Súper Rugby Australia 2020
El Súper Rugby AU (Super Rugby Australia) de 2020 fue la primera edición del torneo de rugby profesional entre franquicias australianas del Super Rugby, además de la incorporación del equipo australiano del Global Rapid Rugby, Western Force.
El torneo se disputó debido a la imposibilidad de continuar el Súper Rugby 2020, relacionado con el cierre de fronteras por la Pandemia de COVID-19.

## Sistema de disputa
El torneo será una liga donde se enfrentarán todos contra todos, ida y vuelta, en un periodo de 10 semanas y cada equipo tendrá dos semanas libres.
Luego de la fase regular, el segundo y tercer clasificado disputarán una semifinal buscando el paso a la final en la cual enfrentarán al mejor clasificado de la fase regular

## Equipos participantes

### Clasificación
| Pos. | Equipo   | Encuentros | Encuentros | Encuentros | Encuentros | Tantos | Tantos | Tantos | PB | PB | Puntos |
| Pos. | Equipo   | PJ         | PG         | PE         | PP         | F      | C      | Dif    | BO | BD | Puntos |
| ---- | -------- | ---------- | ---------- | ---------- | ---------- | ------ | ------ | ------ | -- | -- | ------ |
| 1.º  | Brumbies | 8          | 6          | 0          | 2          | 189    | 147    | +42    | 4  | 0  | 28     |
| 2.º  | Reds     | 8          | 5          | 1          | 2          | 215    | 150    | +65    | 2  | 1  | 25     |
| 3.º  | Rebels   | 8          | 4          | 1          | 3          | 194    | 178    | +16    | 0  | 1  | 19     |
| 4.º  | Waratahs | 8          | 4          | 0          | 4          | 204    | 189    | +15    | 1  | 2  | 19     |
| 5.º  | Force    | 8          | 0          | 0          | 8          | 115    | 253    | -138   | 0  | 3  | 3      |

|  | Finalista.      |
|  | Semifinalistas. |

## Fase Regular
Fixture del Super Rugby

### Fecha 1
| 3 de julio | Reds | 32 - 26 | Waratahs | Suncorp Stadium, Brisbane |  |

| 4 de julio | Brumbies | 31 - 23 | Rebels | Canberra Stadium, Canberra |  |

### Fecha 2
| 10 de julio | Rebels | 18 - 18 | Reds | Brookvale Oval, Sídney |  |

| 11 de julio | Waratahs | 23 - 14 | Western Force | Sydney Cricket Ground, Sídney |  |

### Fecha 3
| 17 de julio | Reds | 31 - 24 | Western Force | Suncorp Stadium, Brisbane |  |

| 18 de julio | Waratahs | 23 - 24 | Brumbies | Allianz Stadium, Sídney |  |

### Fecha 4
| 24 de julio | Waratahs | 10 - 29 | Rebels | Sydney Cricket Ground, Sídney |  |

| 25 de julio | Western Force | 0 - 24 | Brumbies | Leichhardt Oval, Sídney |  |

### Fecha 5
| 31 de julio | Western Force | 20 - 25 | Rebels | Leichhardt Oval, Sídney |  |

| 1 de agosto | Brumbies | 22 - 20 | Reds | Canberra Stadium, Canberra |  |

### Fecha 6
| 7 de agosto | Rebels | 30 - 12 | Brumbies | Leichhardt Oval, Sídney |  |

| 8 de agosto | Waratahs | 45 - 12 | Reds | Sydney Cricket Ground, Sídney |  |

### Fecha 7
| 14 de agosto | Western Force | 8 - 28 | Waratahs | Cbus Super Stadium, Gold Coast |  |

| 15 de agosto | Reds | 19 - 3 | Rebels | Suncorp Stadium, Brisbane |  |

### Fecha 8
| 21 de agosto | Western Force | 5 - 57 | Reds | Cbus Super Stadium, Gold Coast |  |

| 22 de agosto | Brumbies | 38 - 11 | Waratahs | Canberra Stadium, Canberra |  |

### Fecha 9
| 28 de agosto | Brumbies | 31 - 14 | Western Force | Canberra Stadium, Canberra |  |

| 29 de agosto | Rebels | 32 - 38 | Waratahs | Leichhardt Oval, Sídney |  |

### Fecha 10
| 5 de septiembre | Rebels | 34 - 30 | Western Force | McDonald Jones Stadium, Newcastle |  |

| 5 de septiembre | Reds | 26 - 7 | Brumbies | Suncorp Stadium, Brisbane |  |

## Fase Final

### Semifinal
| 12 de septiembre | Reds | 25 - 13 | Rebels | Suncorp Stadium, Brisbane |  |

### Final
| 19 de septiembre | Brumbies | 28 - 23 | Reds | Canberra Stadium, Canberra |  |

| Bandera de Australia |
| Campeón Brumbies     |
| Primer título        |